# Abbaye Santa Maria a Pie' di Chienti
L'abbaye de Santa Maria à Pie 'di Chienti est un ancien monastère et église catholique romaine situé dans un site rural sur la rive nord de la rivière Chienti ; juste à l'extérieur de la ville de Montecosaro, dans la province de Macerata en région des Marches, en Italie. 
L'église est également connue sous le nom de Basilica Santissima Annunziata. 

## Histoire
L'abbaye a priori fondée au Xe siècle est restée sous la juridiction de l'abbaye de Farfa jusqu'en 1477. Des documents citent la présence d'une abbaye en 936. Le pape Sixte IV transfère la propriété à l'ordre de l'Ospedale de Santa Maria della Pietà de Camerino.
L'actuelle église romane en pierre a été reconstruite en 1125 par le lombard Agenolfo ou Adenolfo après qu'un tremblement de terre ait provoqué l'effondrement des parties hautes de l'église.    
L'église possédait une crypte inférieure, au-dessus d'un presbytère élevé et trois chapelles radiales émergeant de l'abside. Le périmètre de l'abside possédait un déambulatoire permettant aux visiteurs laïcs de marcher sans déranger les moines cloîtrés dans l'espace central du chœur.    
L'intérieur présente une configuration de basilique avec une nef et deux bas-côtés. L'église a subi des rénovations au cours des siècles mais des éléments tels que niches ou chapiteaux semblent accréditer une origine antérieure au IXe siècle.    
Y sont conservés un crucifix en bois du XVe siècle et un cycle de fresques de la deuxième moitié du Trecento réalisée par le Maître d'Offida dont une nativité au traitement particulièrement original. 

## Images de l’extérieur et de l’intérieur.

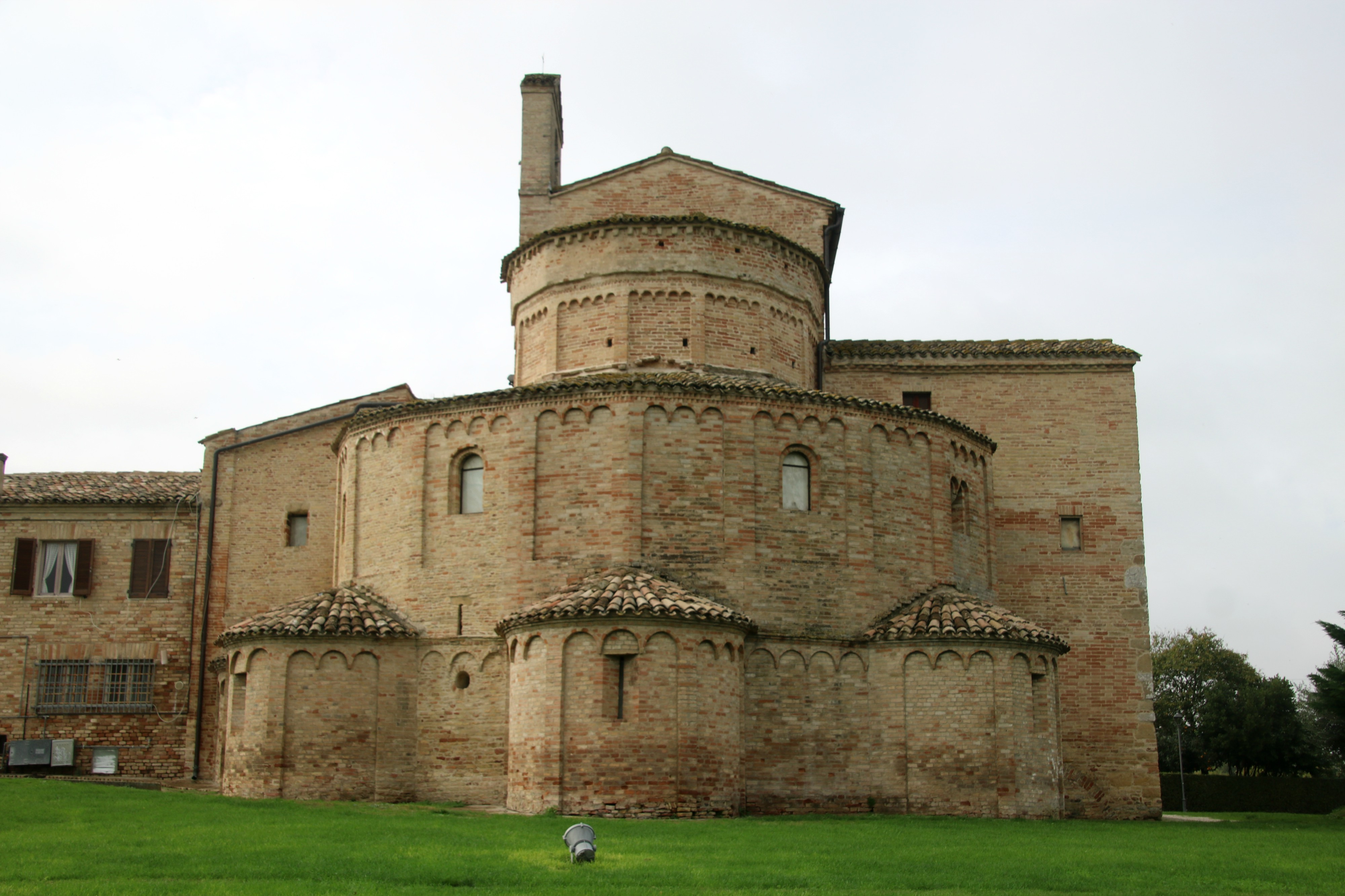
Vue antérieure de la Basilique
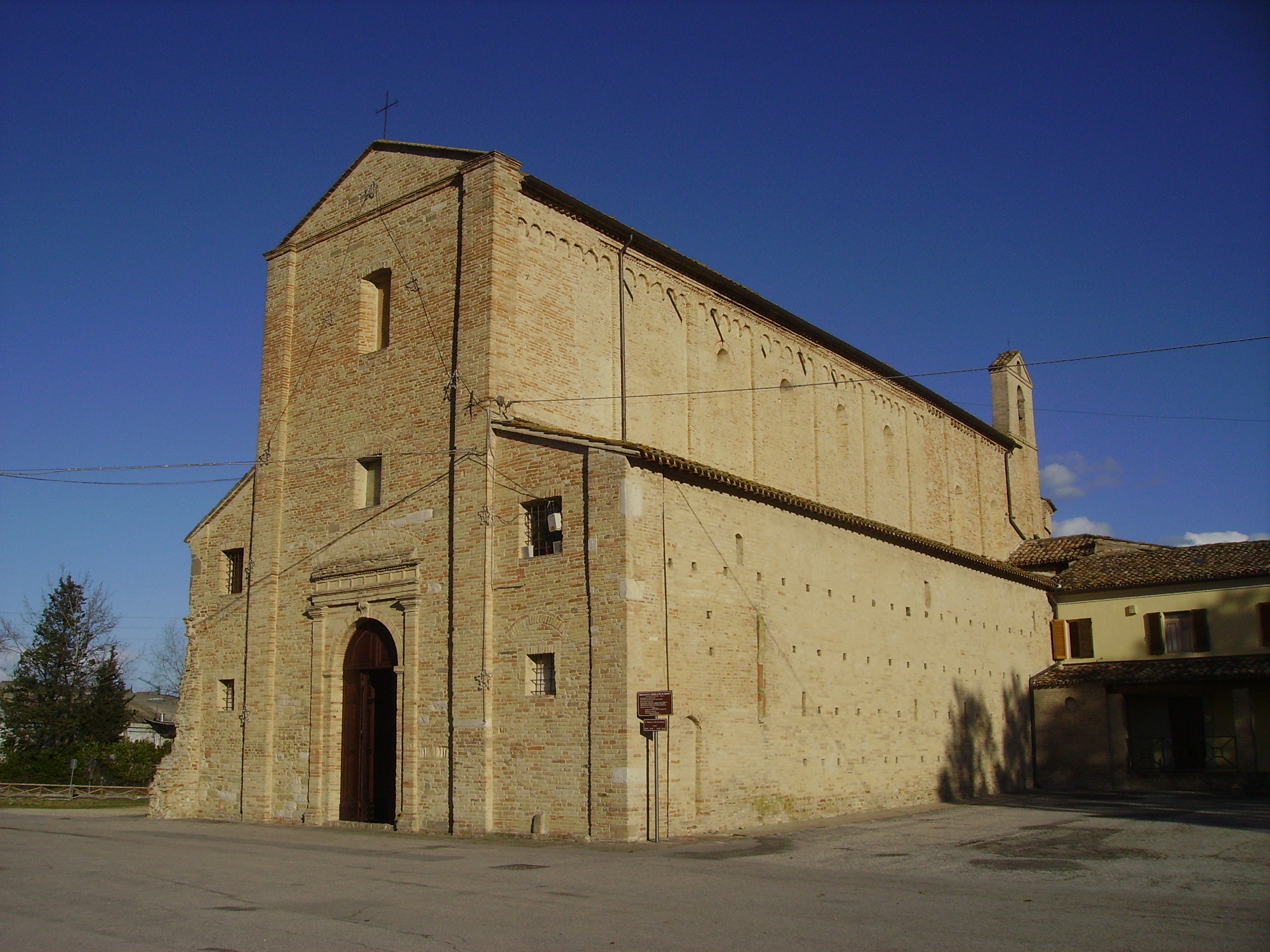
Façade de la Basilique
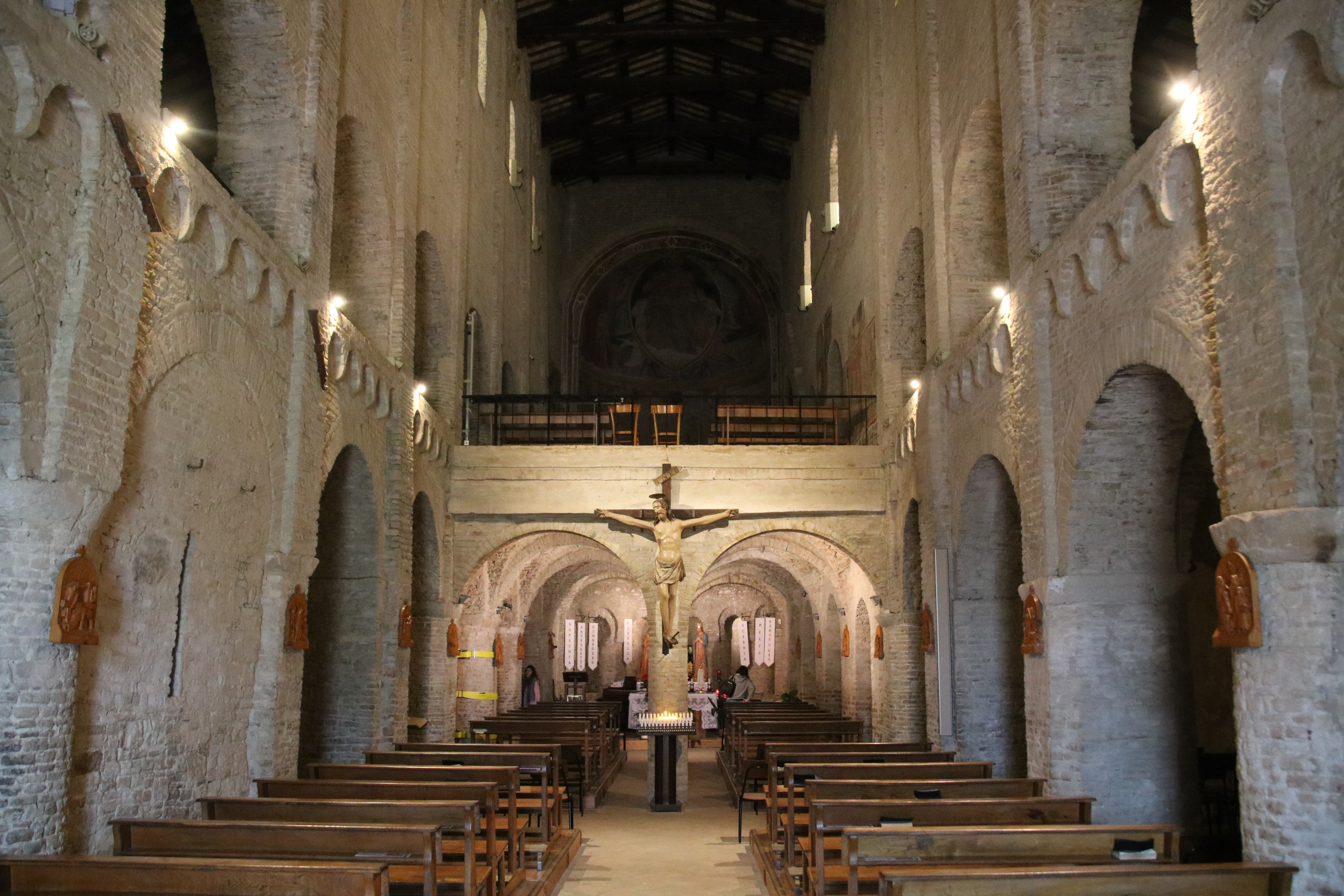
Vue depuis la Nef
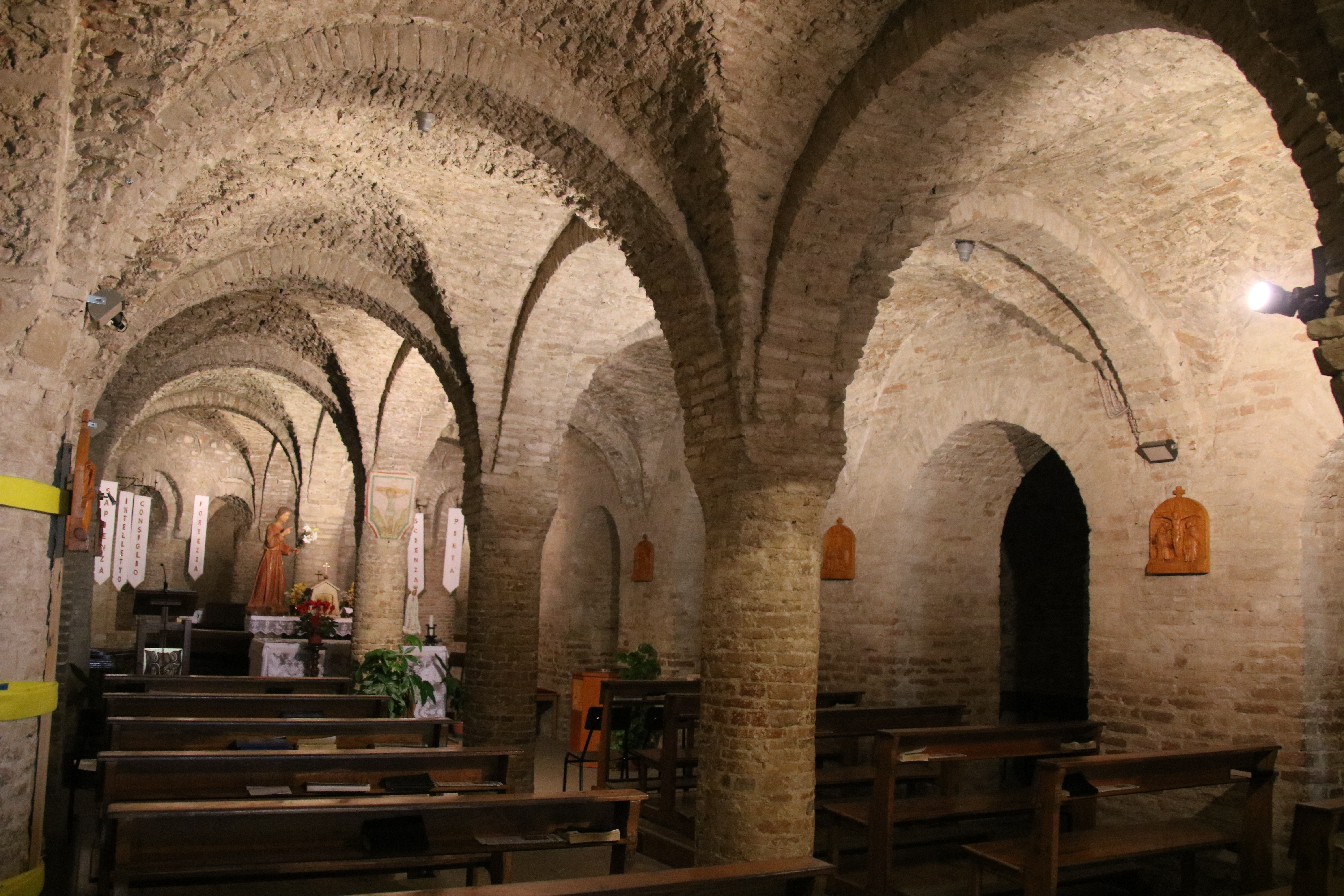
vue intérieure du Choeur inférieur
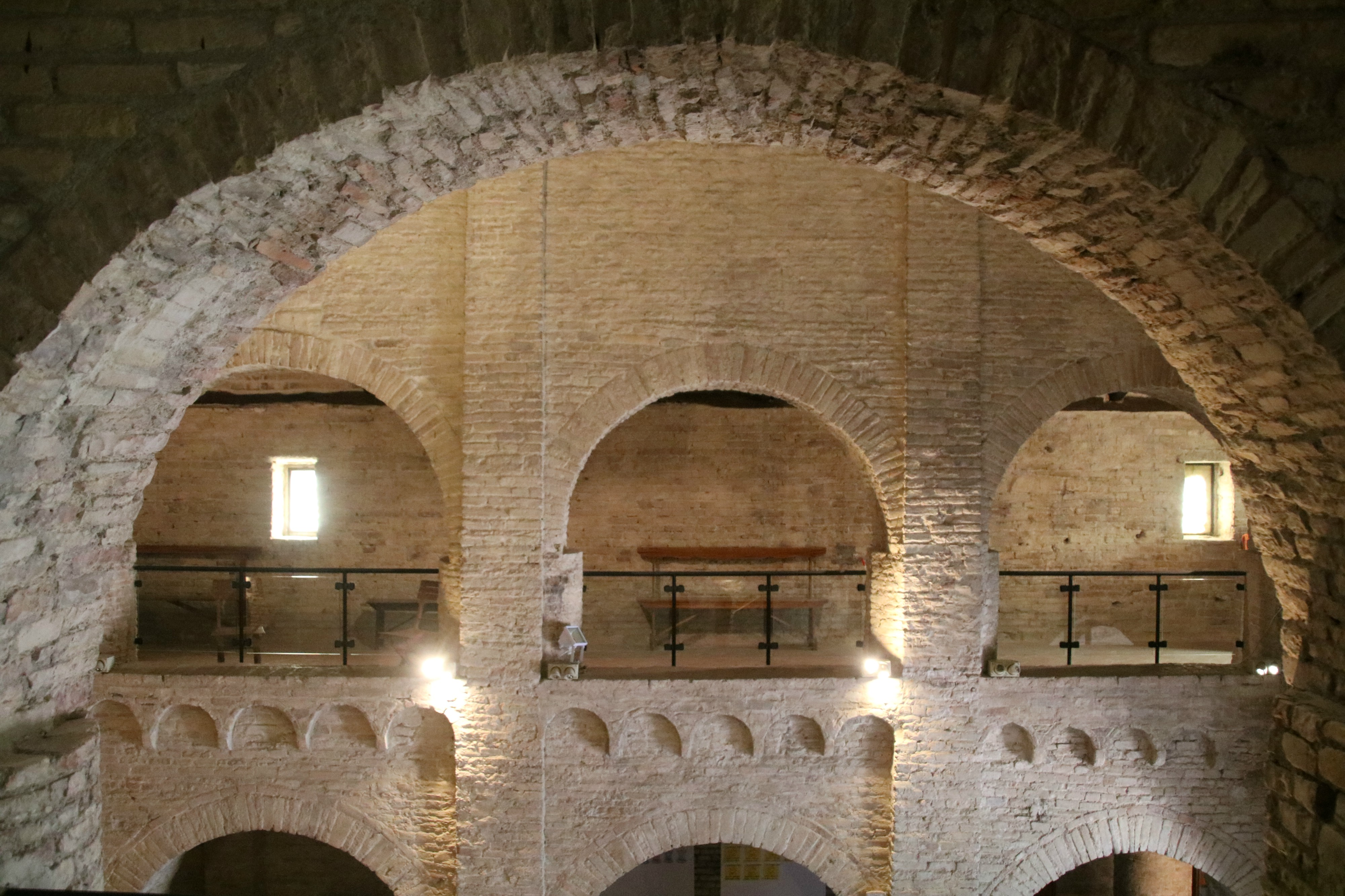
Vue depuis le Flanc gauche supérieur de la Nef
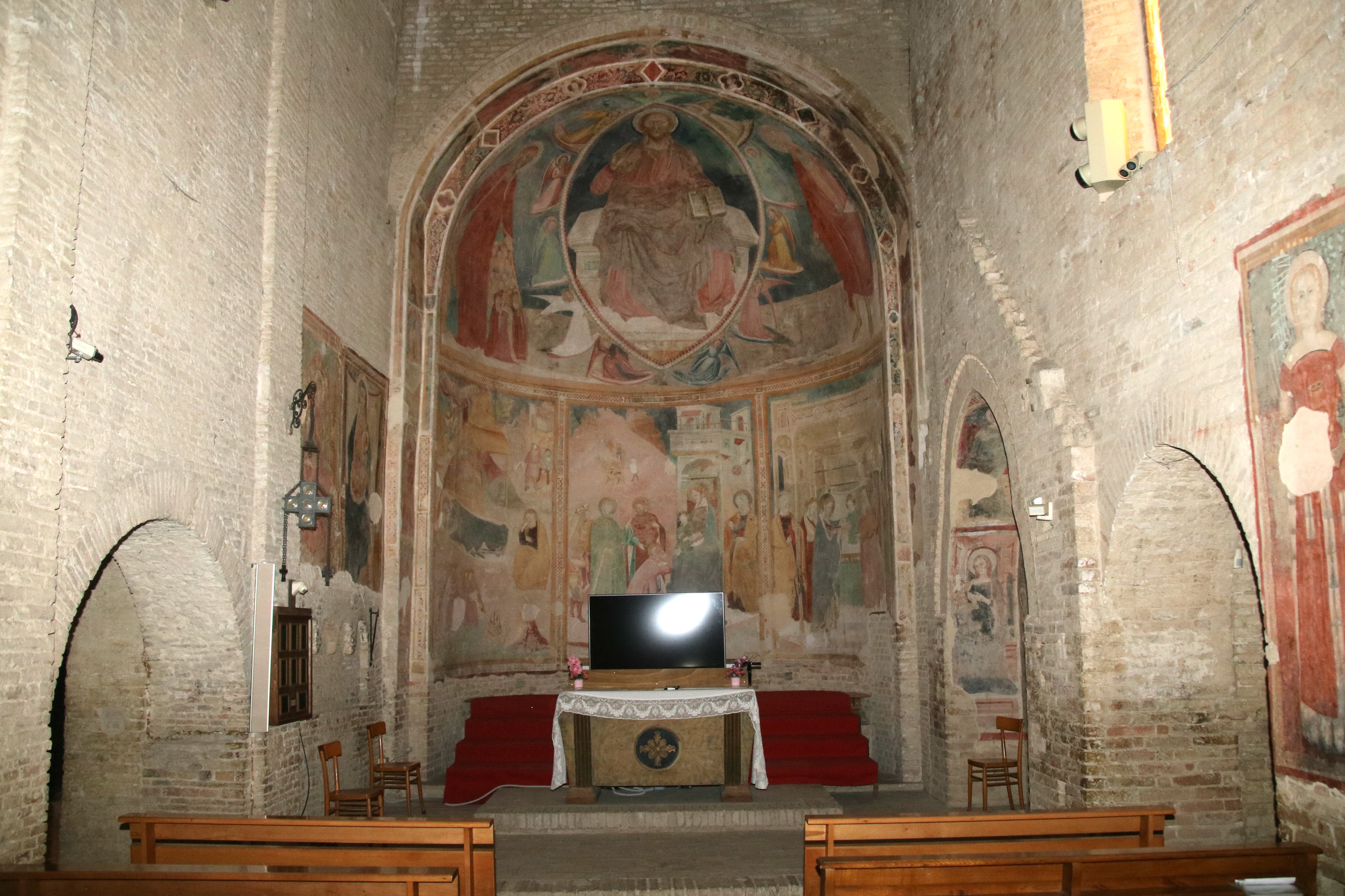
Choeur supérieur
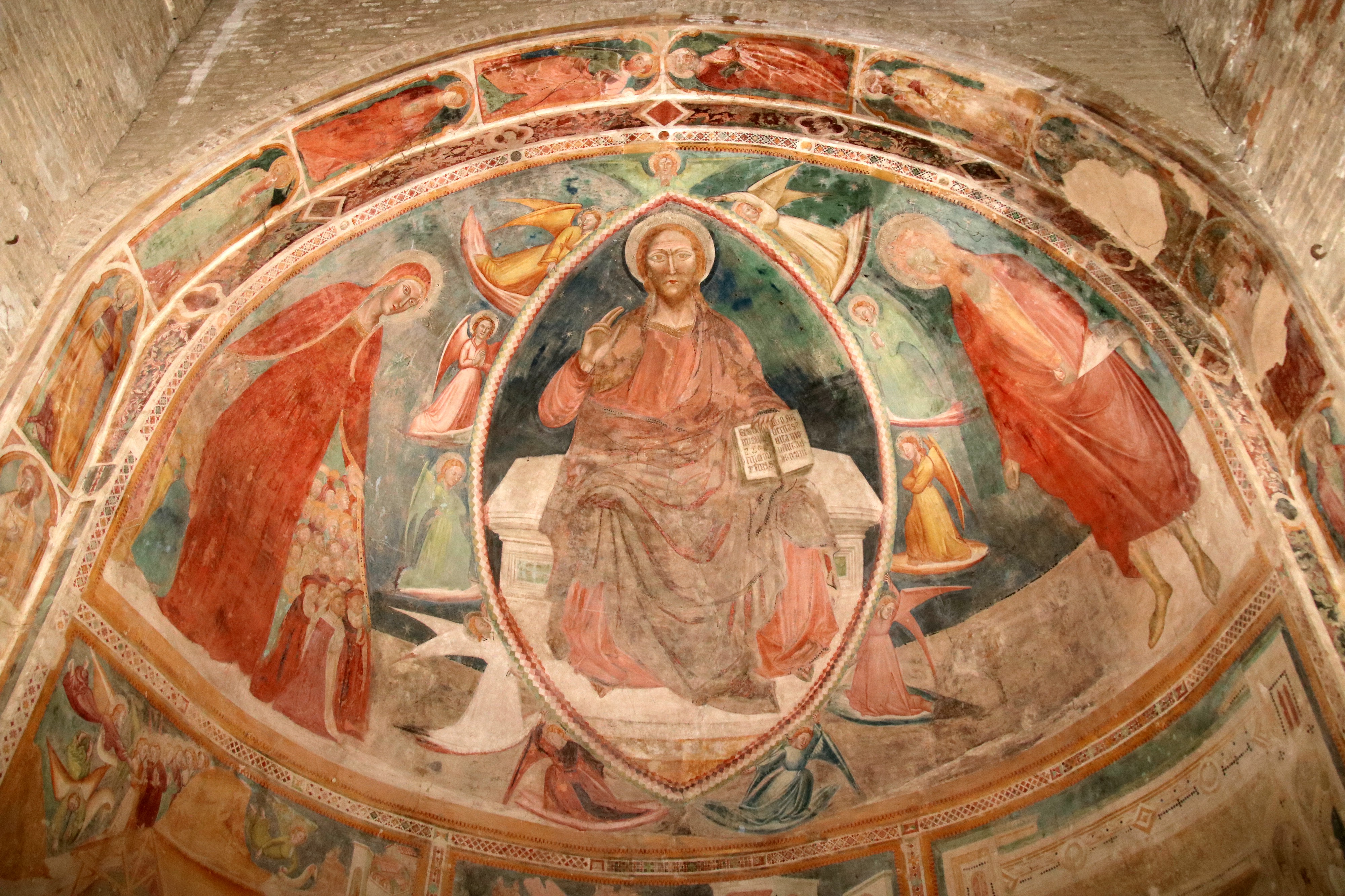
Christ dans une Mandorle entre saint Jean-Baptiste et la Madone de la Miséricorde, Maestro di Offida
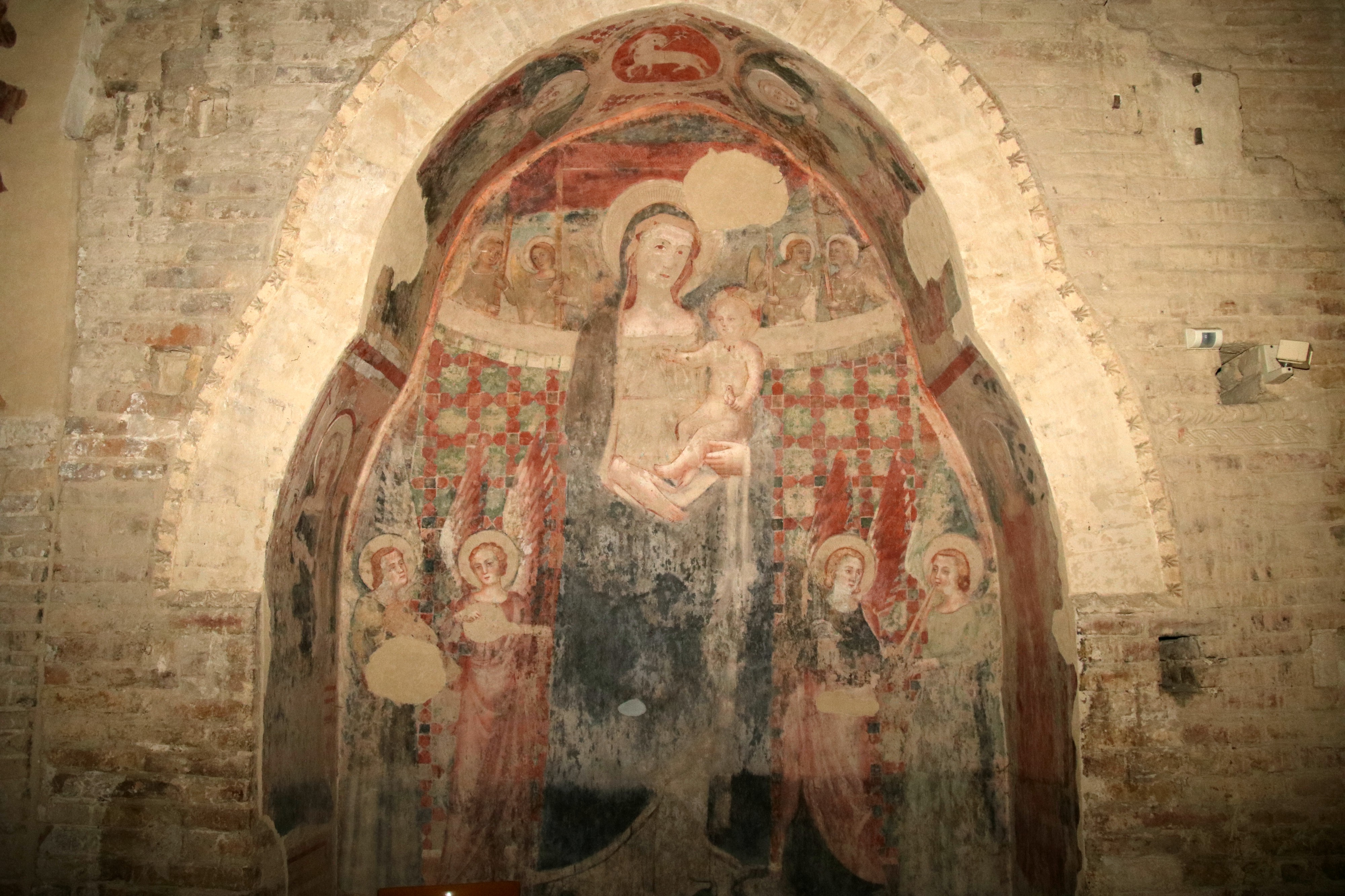
Madone à l’Enfant du Maestro di Offida
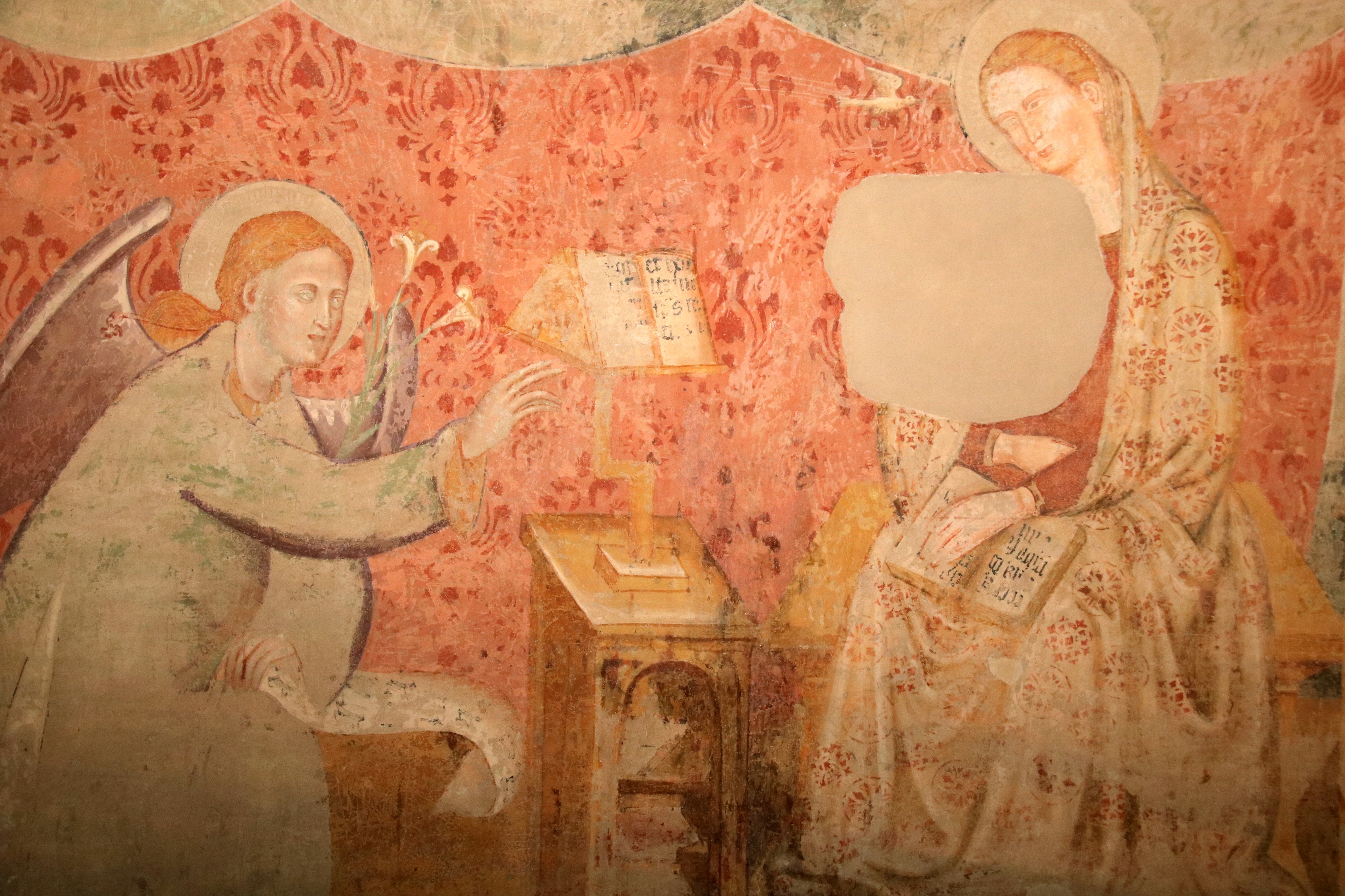
Annonciation du Maestro di Offida
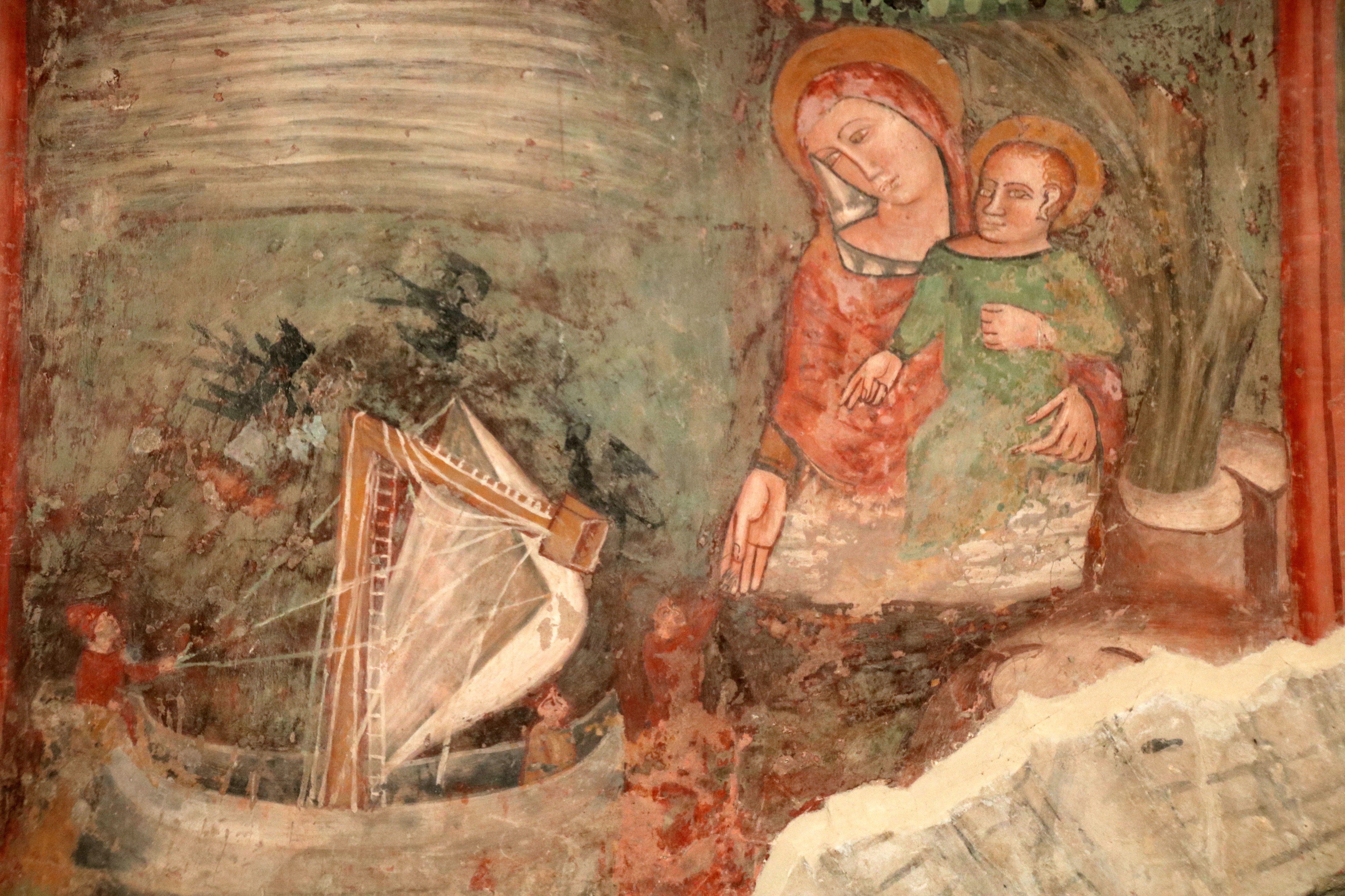
Détail de fresque supérieure